# راشاو-مارکرسباخ
راشاو-مارکرسباخ (به آلمانی: Raschau-Markersbach) یک شهر در آلمان است که در ارتسگبیرگسکرایس واقع شده‌است. راشاو-مارکرسباخ ۵٬۸۴۲ نفر جمعیت دارد.

## خواهرخوانده
شهرهای اوبرفیشتاخ و اوبرنتسن خواهرخوانده‌های راشاو-مارکرسباخ هستند.